# Withius neglectus
Withius neglectus är en spindeldjursart som först beskrevs av Simon 1878.  Withius neglectus ingår i släktet Withius och familjen Withiidae. Inga underarter finns listade i Catalogue of Life.